# Brackenridgea arenaria
Brackenridgea arenaria là một loài thực vật có hoa trong họ Ochnaceae. Loài này được (De Wild. & T.Durand) N.Robson mô tả khoa học đầu tiên năm 1962.